# Andreas Bolek
Andreas Bolek (Weinbergen bij Lemberg, 3 mei 1894 - Maagdenburg, 5 mei 1945) was een nationaalsocialistische gouwleider en een SS-Brigadeführer (brigadegeneraal) tijdens de Tweede Wereldoorlog. Hij was ook hoofdcommissaris en parlementslid voor de NSDAP in de Rijksdag.

## Leven
Op 3 mei 1894 werd Andreas Bolek geboren in Weinbergen bij Lemberg (een Duitssprekende enclave). Hij was de zoon van een leraar. Bolek ging naar de lagere school en volgde vier klassen hoger onderwijs in Lemberg. Daarna volgde hij een opleiding aan de middelbare handelsschool, en leerde het vak. 

### Eerste Wereldoorlog
In 1914 ging Bolek als Einjährig-Freiwilliger (vrije vertaling: eenjarige vrijwilliger) in het Oostenrijks-Hongaars leger. Hij werd geplaatst in het k.u.k.-Infanterie-Regiment 30. In 1916 werd Bolek ziek door tyfus. Bolek vocht verschillende gevechten aan het Isonzofront. Hij vocht eveneens aan de Piave. Als Fähnrich i.R. (vaandrig) was Bolek onderdeel van het het Infanterie-Regiment "Feldmarschall Graf Khevenhüller" Nr. 7 (Klagenfurt). Vanwege zijn dapperheid werd hij bevorderd tot Leutnant (tweede luitenant), een andere bron vermeldt: bevordering tot Fähnrich. Op 26 augustus 1918 kreeg Bolekmalaria, en werd in het Reserve-Spital Nr. 2 in Olmütz behandeld.

### Interbellum
Na de oorlog keerde Bolek in 1919 terug naar Linz. Vanaf 1919 tot 1922 werkte hij als correspondent bij de firma Heinrich Franck & Sohn in Linz. Hierna kreeg Bolek een aanstelling bij de Opper-Oostenrijkse water- en elektriciteitsmaatschappij in Linz.
Op 4 november 1922 trouwde Bolek met Leopoldine Dietscher (geboren 10 juli 1900 in Linz). Het echtpaar kreeg vier dochters. Na zijn trouwerij ging hij werken bij het centrale instituut elektriciteit- en tram maatschappij (ESG). Bolek werkte daar als personeelsvertegenwoordiging, en werd gekozen als lid van de raad van beheer. 
In 1923 werd Bolek lid van de Deutsche Nationalsozialistische Arbeiterpartei (DNSAP), in juni 1923 werd hij ook lid van de Sturmabteilung (SA). Door zijn achtergrond als frontofficier, klom hij al snel op tot lokale SA-leider. In juli 1923 werd hij tot adjudant van de Landeskommandanten der SA van Opper-Oostenrijk benoemd. Enige maanden later in oktober 1923 nam Bolek zelf het commando over het Landeskommandanten der SA van Opper-Oostenrijk. Op 11 mei 1926 werd hij gekozen tot Stadtparteileiter der NSDAP in Linz. Als de voormalige Stadtparteileiter Alfred Proksch benoemd werd tot gouwleider van de gouw Opper-Oostenrijk, werd Bolek in de zomer van 1926 benoemd tot plaatsvervangend gouwleider. Nadat de meerderheid van de Oostenrijkse nationaalsocialisten zich in 1926 had onderworpen aan de leiding van Adolf Hitler, sloot Bolek zich op 5 oktober 1926 aan bij de NSDAP. Als Alfred Proksch benoemd werd tot Landesleiter van Oostenrijk, schoof Bolek op naar de hoogste positie in het gouwleiding. In 1932 werd hij de fractievoorzitter van de NSDAP in de gemeenteraad van Linz, maar het jaar daarop werd de NSDAP door de Oostenrijkse regering verboden. Bolek was in 1932 de uitgever en vaste medewerker van de nationaalsocialistische regionale krant Die Volksstimme. Op 17 juni 1933 vluchtte Bolek naar Duitsland, en werkte voortaan vanuit München en Passau. Het gevolg hiervan was het intrekken van het Oostenrijks staatsburgerschap wegens "duidelijke vijandelijk gezind jegens de staat activiteiten". Met de ondersteuning van Bolek ging Hitler echter geleidelijk door met de ontbinding van de Oostenrijkse provinciale leiding. In 1934 kwam er een einde aan Boleks activiteiten als gouwleider. Zijn afscheid werd met "alle eer" gedaan, en hij mocht zich gouwleider blijven noemen. Op 31 augustus 1935 werd Bolek genaturaliseerd in het Duitse Rijk.
Op 29 maart 1936 werd Bolek gekozen in de Rijksdag voor de regio Hessen. Bolek werd op 9 november 1937 ook lid van de Schutzstaffel (SS), en werd ingeschaald in de rang van een SS-Brigadeführer (brigadegeneraal). In december van hetzelfde jaar werd hij benoemd tot plaatsvervangend hoofdcommissaris van Maagdenburg. Vanaf 1 november 1938 werd Bolek definitief benoemd tot hoofdcommissaris van Maagdenburg. Maar dat was niet het einde van zijn partijcarrière. Hij werd vanaf 5 december 1938 nog ingezet als SS-Führer in het SD-Hauptamt (het latere Reichssicherheitshauptamt).
Op 24 januari 1939 aanvaardde Bolek een aanstelling voor een periode van vijf jaar als vrijwillig rechter in het Volksrechtbank.

### Tweede Wereldoorlog
In april 1945 bezetten de geallieerden Maagdenburg. Bolek pleegde zelfmoord, over een mogelijke begraafplaats is niets bekend. De datum van overlijden werd later vastgesteld op 31 december 1945.

## Carrière
Bolek bekleedde verschillende rangen in zowel de Oostenrijks-Hongaars leger als Allgemeine-SS. De volgende tabel laat zien dat de bevorderingen niet synchroon liepen.
| Datums                                            | Oostenrijks-Hongaars leger                                       | NSDAP                       | Sturmabteilung          | Allgemeine-SS    | Politie                             |
| ------------------------------------------------- | ---------------------------------------------------------------- | --------------------------- | ----------------------- | ---------------- | ----------------------------------- |
| 1 augustus 1915                                   | Einjährig-Freiwilliger (vrije vertaling: eenjarige vrijwilliger) | —                           | —                       | —                | —                                   |
|                                                   | Fähnrich i.R.                                                    | —                           | —                       | —                | —                                   |
| 1919                                              | Leutnant der Reserve a.D.                                        | —                           | —                       | —                | —                                   |
| Juni 1923                                         | —                                                                | —                           | SA-Führer               | —                | —                                   |
| Oktober 1923                                      | —                                                                | —                           | Landeskommandant der SA | —                | —                                   |
| 11 mei 1926                                       | —                                                                | Stadtparteileiter der NSDAP | —                       | —                | —                                   |
| Juni 1926                                         | —                                                                | 1. Gauleiter-Stellvertreter | —                       | —                | —                                   |
| Juni 1928                                         | —                                                                | Gauleiter der NSDAP         | —                       | —                | —                                   |
| 9 november 1937                                   | —                                                                | —                           | —                       | SS-Mann          | —                                   |
| 9 november 1937                                   | —                                                                | —                           | —                       | SS-Brigadeführer | —                                   |
| 18 november 1938 (met ingang van 1 november 1938) | —                                                                | —                           | —                       | —                | Polizeipräsident                    |
| 8 februari 1944                                   | —                                                                | —                           | —                       | —                | m. d. U d. Generalmajor der Polizei |

- m. d. U d. (mit der Uniform des ....) = bevoegd het uniform van ... te dragen

## Lidmaatschapsnummers
- NSDAP-nr.: 50 648[13] (lid geworden 5 oktober 1926)
- SS-nr.: 289 210[13] (lid geworden 9 november 1937[7])

## Onderscheidingen
Selectie:
- Gouden Ereteken van de NSDAP[16] in 1934[11]
- Kruis voor Oorlogsverdienste, 1e Klasse[13] (5 november 1944) en 2e Klasse met zwaarden
- Erekruis voor Frontstrijders in de Wereldoorlog[13]
- Ehrendegen des Reichsführers-SS[16]
- SS-Ehrenring[16]
- Medaille voor Dapperheid (Oostenrijk-Hongarije)